# Wiha Werkzeuge
Wiha — производитель ручного инструмента для торговли и промышленности. Штаб-квартира находится в городе Шонах в Баден-Вюртемберг, Германия. Ассортимент продукции охватывает диапазон от отверток, динамометрических и штифтовых ключей до бит, пассатижей, мягких молотков, измерительного инструмента и сочлененных шлангов.

## История
Компания была основана Вилли Ханом в Вупперталь в 1939 году, который увековечил себя своими инициалами в названии компании. Четыре года спустя, штаб-квартира компании была переведена в Шонах. Хотя первоначально производились только гайки и болты, через 8 лет, в 1947 году началось производство отверток. Производство других основных групп продуктов было постепенно начато в последующие годы. В 1966 году был приобретен завод в Мёнхвайлере — теперь уже для производства жал и штифтовых ключей. В 1985 году было открыто дочернее предприятие в США (нынешний Willi Hahn Corp.). На протяжении последующих лет филиалы были открыты во Франции, Испании, Англии, Дании, Польше, Китае и Вьетнаме. Далее последовали Таиланд, Индия, Канада и Азиатско-Тихоокеанский регион.

## Wiha сегодня
В компании, управляемой владельцем, работает 750 сотрудников по всему миру в привычной рабочей среде. В наши дни производитель высокоточных инструментов предлагает всемирную поддержку и хорошо зарекомендовал себя на рынке. Активное управление взаимоотношениями с клиентами, повышение качества и развитие человеческих ресурсов в частности, составляют основу семейного бизнеса. При этом, Wiha опирается на тесное сотрудничество со своими производственными и распределительными компаниями и партнерами в европейской, американской и азиатской экономических зонах.
С 2010 года компания является генеральным спонсором региональной баскетбольной команды Wiha Panthers Schwenningen.

## Награды
Компания Wiha неоднократно получала награды за дизайн продукта, инновации и социальные обязательства — среди них почти 20 «iF awards», включая золото за магазинный держатель бит и около 10 «Red Dot Awards», включая «Red Dot Best of the Best». В 2014 году Wiha получила премию MX Award «Best SME», как лучшая компания среди малого и среднего предпринимательства. В марте 2018 года на международной выставке «Interationale Eisenwarenmesse» в г. Кельн компания Wiha Werkzeuge GmbH получила награду «The Innovation Award 2018» за инновации в разработке нового продукта - электрическую отвертку speedE®.